# Uladi Phiri
Uladi Phiri – suazyjski piłkarz występujący na pozycji obrońcy, reprezentant Eswatini.

## Kariera klubowa
W sezonie 2001/2002, Phiri grał dla Mhlambanyatsi Rovers FC, z którym zdobył tytuł wicemistrza kraju. W latach 2003–2006 grał w zespole Royal Leopards FC, który w sezonie 2005–2006 zdobył tytuł mistrza kraju.

## Kariera reprezentacyjna
Uladi Phiri rozegrał w reprezentacji jeden mecz międzynarodowy; było to spotkanie rozegrane 21 kwietnia 2002 r. w turnieju COSAFA Cup. Reprezentacja Suazi pokonała reprezentację Namibii 2–1.